# Emilio Bianchi di Cárcano
Emilio Bianchi di Cárcano (ur. 5 kwietnia 1930 w Buenos Aires, zm. 2 sierpnia 2021 w San Isidro) – argentyński duchowny rzymskokatolicki, w latach 1982-2006 biskup Azul.

## Życiorys
Święcenia kapłańskie przyjął 14 sierpnia 1960. 24 lutego 1976 został prekonizowany biskupem pomocniczym Azul ze stolicą tytularną Lesina. Sakrę biskupią otrzymał 25 marca 1976. 14 kwietnia 1982 został mianowany biskupem Azul, rządy w diecezji objął 31 maja. 24 maja 2006 przeszedł na emeryturę.